# Ronchi dei Legionari
Ronchi dei Legionari (Ronchi in dialetto bisiacco, Ronke in sloveno, Roncjis  in friulano) è un comune italiano di 11 886 abitanti del Friuli-Venezia Giulia. Nel territorio comunale si trova l'aeroporto del Friuli-Venezia Giulia.

## Geografia fisica

### Territorio
La città è uno dei comuni collocati nella zona dialettale della Bisiacaria, ovvero la zona compresa tra i fiumi Isonzo e Timavo ed ingloba la porzione fra il Carso e il mare Adriatico. Ronchi dei Legionari ha fatto parte della Comunità montana del Carso fino all'abolizione di quest'ultimo ente disposta dalla Regione nel 2003.
Rappresentato nelle carte IGM al 25.000: 40A-III-NO / 40A-IV-SO
Sono presenti numerosi specchi d'acqua infatti sono presenti ben tre laghi dislocati (i laghi di Dobbia al confine con il comune di Staranzano, i laghetti delle Mucille nella frazione zona di Selz e il lago di Pietrarossa al confine con il comune di Doberdò del lago).

### Clima
Il clima della città è di tipo subcontinentale, con inverni freddi, ma non rigidi (temperatura media di gennaio, 3,5 °C) ed estati non eccessivamente calde, temperate dalla vicinanza del mare (23,5 °C circa di media nel mese di luglio). La temperatura media annua è di poco inferiore ai 14 °C.
Nel territorio comunale è ubicata la stazione meteorologica di Trieste Ronchi dei Legionari, ufficialmente riconosciuta dell'organizzazione meteorologica mondiale.

## Origini del nome
Le origini del nome sono documentate fin dal 1229 nella forma friulana Ronches. Fino al 1925 si chiamava Ronchi di Monfalcone. Deve il suo nome attuale ai legionari di Gabriele D'Annunzio, che proprio da qui partirono il 12 settembre 1919, dando il via all'impresa di Fiume.

## Storia

### Origini
Sede di un insediamento già in epoca pre-romana, come attesta la necropoli scoperta accanto all'aeroporto, il suo territorio fu colonizzato dai Romani che qui si stabilirono verso il II secolo a.C. La sua importanza come crocevia, vi transitava la via Gemina, e come luogo strategico per la difesa dell'entroterra aquileiese, è confermata dai numerosi reperti archeologici ritrovati. La città è citata per la prima volta nella donazione del 967 d.C. dell'imperatore Ottone I a favore del Patriarca di Aquileia, sotto la cui giurisdizione rimarrà fino al 1420. Per la sua collocazione è esposta, nel corso dei secoli, alle devastanti incursioni delle popolazioni dell'est, ungari nel X secolo e turchi nel XV secolo. Passata tra i domini della Serenissima, tra i secoli XVI e XVII la città è duramente provata dalle contese fra la Repubblica di Venezia e gli Asburgo: la Guerra Gradiscana, cominciata nel 1615 in terra "bisiaca", comporta l'incendio devastante di Selz e Ronchi.
Il Comune di Ronchi dei Legionari, composto dal capoluogo e dalle frazioni Selz, Vermegliano, San Vito, e Soleschiano, è uno dei centri della Bisiacaria situato immediatamente ai piedi dell'altipiano carsico, nella bassa pianura friulana. La sua storia segue le sorti della terra in cui si situa: abitato fin dai tempi della preistoria e in epoca romana, il territorio fu più tardi dominio del Patriarcato di Aquileia, cui rimase fino al 1420 per passare quindi alla Repubblica di Venezia fino al 1797 (Dominio di Terraferma "Patria del Friuli"); dopo il breve periodo delle occupazioni francesi, nel 1815 è entrato a far parte dei possedimenti dell'Impero Austriaco e quindi all'Italia dal 1918. Da sempre luogo di transito di importanti vie di comunicazione tra Nord -Italia e Europa centro-orientale, l'area si è sviluppata a partire dal Medioevo con un'economia agricola fino al XIX secolo, divenuta prevalentemente industriale dalla fine dell'Ottocento.
Le prime citazioni nei documenti scritti del capoluogo Ronchi e delle altre località compaiono nel XIII secolo, ma si sa che il luogo fu abitato da tempi ben più antichi. Il ritrovamento di una necropoli e di altri reperti hanno confermato la presenza umana a Ronchi già in epoca preromana, quando anche sul Carso monfalconese era diffusa la cosiddetta “civiltà dei castellieri”. L'area fu poi colonizzata in epoca romana facendo parte dell'agro aquileiese, come testimoniato da rinvenimenti sparsi in diversi punti del territorio comunale. All'epoca transitava di qua la via Gemina, principale arteria di collegamento verso Oriente che superava un corso d'acqua (probabilmente un antico ramo del delta dell'Isonzo) con un lungo ponte in pietra sito in località Sochet. Nelle campagne poste tra gli attuali abitati di Ronchi e Soleschiano sono stati ritrovati nel 1987 i resti di una grande villa rustica, abitata e più volte ristrutturata tra I secolo a.C. e III secolo d.C., ben documentata dall'esposizione nel locale Museo Archeologico in piazza della Concordia.
Gli insediamenti abitativi si sono sviluppati nelle forme attuali a partire dal tardo Medioevo. L'economia agricola di quei secoli ha lasciato un'impronta indelebile sul disegno dei nuclei urbani e delle campagne: Ronchi si è allargato sul terreno in una serie di borghi rurali isolati (Cao de sora, Cao de mezo, Cao de soto, Soleschiano più spostato verso la pianura). La semplice architettura di quei tempi è ricordata da un elemento che ancora oggi, tra edifici moderni, caratterizza l'immagine del luogo: sono i muretibraide.
Ogni borgo aveva il suo edificio di culto. Ben conservata è la chiesa di Santo Stefano a Vermegliano, costruita nelle forme attuali nel 1558 su un edificio preesistente minore. Si presenta con facciata a capanna, portico e un alto campanile a vela retto da robusti pilastri in pietra, mentre l'interno è ornato da pregevoli affreschi, in gran parte del 1575-76, opera del pittore friulano Sebastiano Secante.
La stessa tipologia, semplificata nella più lineare facciata, è ripresa nella chiesa di S. Tommaso a Soleschiano, seminascosta tra le case del paese, mentre altri edifici religiosi di analoghe forme sono scomparsi nel tempo (S.Silvestro, S.Vito, S.Leonardo). La parrocchiale di S.Lorenzo è stata invece più volte ampliata e presenta oggi dimensioni e forme risalenti al 1780 (restaurate dopo la prima guerra mondiale). Del XVIII secolo è pure l'aspetto attuale della chiesa di S.Domenica a Selz, da qualche anno affiancata da un nuovo edificio. La chiesa della Ss. Trinità, sulla via omonima, a Ronchi, grazioso edificio vagamente baroccheggiante a pianta centrale, è sorto nel 1759 come cappella privata dei conti Pianese.
L'attività nelle campagne faceva capo ad alcuni caseggiati dominicali, composti in genere da casa padronale, fabbricati rustici di servizio, cortili e braide Si segnalano la seicentesca villa Mantica, oggi Meterc a Soleschiano, circondata da maestosi alberi e collegata alla sua campagna da una lunga carrareccia rettilinea; a Ronchi palazzo Girardi, oggi Fabris, in piazza Oberdan, pure del Seicento; e il complesso dei de Dottori, in via XXIV maggio, settecentesco, composto da un imponente palazzo affacciato su strada, un'ampia serie di annessi e il prezioso muro della braida, in cui sono in parte reimpiegati alcuni conci del ponte romano del Sochet, ritrovati nei terreni di questa famiglia.
Numerose sono le ville costruite dopo il 1800, in genere meno legate alle attività agricole. Spicca tra tutte in piazza Unità Villa Vicentini, poi Miniussi, oggi sede del Consorzio Culturale del Monfalconese. È una graziosa palazzina neoclassica, preceduta da un giardino sopraelevato e ornata da una torretta laterale, fatta costruire tra il 1829 e il 1835 da Giacomo Vicentini, funzionario delle Fabbriche Edili a Trieste. Il suo cortile è chiuso lateralmente da una scenografica quinta muraria su cui sono disegnate delle arcate sovrapposte, mentre nello spazio retrostante si trova una serra retta da colonne in pietra recuperate da una chiesa preesistente.
Alla sua destra si nota villa Carlo, elegante palazzina residenziale di proporzioni geometriche classicheggianti, anch'essa del 1835. Era la dimora dei nobili francesi Morè de Pontgibaud, esuli a Trieste dal 1791 con lo pseudonimo di Labrosse, proprietari di vaste tenute agricole in tutto il basso isontino. Purtroppo perduta è l'ala dell'edificio che proteggeva, lontana dalla Francia, la preziosissima pinacoteca di famiglia (riportata in patria già nel 1872), così come scomparsa è la collezione dei reperti romani emersi dal podere che i Labrosse possedevano presso S.Canzian d'Isonzo, fino al 1956 esposti lungo il recinto di una delle loro braide ronchesi.
Segni inequivocabili di un certo sviluppo architettonico tardo-ottocentesco sono evidenti in altri edifici padronali minori. A Ronchi si distinguono villa Ragusin in via D'Annunzio (oggi un ristorante) e casa Blasig (“il castello”) in via Mazzini, mentre a Selz si nota il complesso Corbatto, poi Cappelletti, preesistente ma ristrutturato in quegli anni. Ben conservati, entrambi in via Roma a Ronchi figurano Casa Blasig, affiancata da un giardino molto curato, già abitazione del podestà Alessandro Blasig e il bianco villino de Dottori. Purtroppo molto degradata è la villa appartenuta a inizio Novecento all'ammiraglio della Marina Austriaca von Hinke, nascosta dal suo ricchissimo parco ormai inselvatichito.
Per Ronchi e il suo territorio gli anni compresi tra la metà del XIX e l'inizio del XX secolo corrispondono a un periodo di grande sviluppo e trasformazione. Nel 1850 Ronchi divenne comune autonomo, assorbendo le sue frazioni. Nel 1860 fu inaugurata la prima stazione ferroviaria (Ronchi Nord) sulla linea Trieste- Udine-Venezia, cui seguì nel 1906 l'inaugurazione della seconda stazione (Ronchi Sud) sulla linea Trieste-Cervignano-Venezia. Il quadro socioeconomico cambiò gradatamente in seguito all'avvio, in tutto il monfalconese, delle prime attività industriali: in particolare dopo l'apertura, nel 1908, dei Cantieri Navali, ma anche grazie al Cotonificio di Vermegliano, del 1884, i cui fabbricati, da poco recuperati, costituiscono oggi un raro esempio locale di archeologia industriale. Nel 1906 fu tracciato tra Sagrado e Monfalcone, passando per Ronchi, il canale de Dottori, che grazie all'energia prodotta da alcune centraline idroelettriche (non più esistenti) e a un sistema di irrigazione più razionale fu di forte impulso per industria e agricoltura. Tra i fatti che animarono la località, va citato l'arresto dell'irredentista Guglielmo Oberdan in una locanda cittadina, nel 1882, mentre nel 1912 il comune fu elevato al rango di “borgata”, con editto firmato dall'imperatore Francesco Giuseppe.
Le vicende della prima guerra mondiale provocarono distruzioni e orrori, in particolare tra il 1915 e il 1916, quando le alture carsiche più prossime furono teatro delle prime battaglie dell'Isonzo e gli abitati divennero immediata seconda linea. Buona parte della popolazione venne evacuata nel centro stiriano di Wagna, una delle due città con cui oggi Ronchi è gemellato; il patrimonio immobiliare riportò danni ingentissimi.
Simbolo della lenta ricostruzione fu la palazzina comunale, disegnata in stile neo-medievale italiano sull'attuale piazza Unità, nei primi anni Venti. È del 1919 l'episodio cui si lega l'attuale nome intero del comune, che ricorda i legionari qui radunati da Gabriele D'Annunzio per muovere alla volta dell'impresa di Fiume.
Il gemellaggio con la slovena Metlika si lega invece alle lotte partigiane della seconda guerra mondiale, fatti per i quali al comune di Ronchi è stata conferita la Medaglia d'argento al Valor Militare.
Oggi Ronchi dei Legionari è più noto per l'Aeroporto Regionale del Friuli Venezia Giulia, intitolato dal 2007 all'esploratore friulano Pietro Savorgnan di Brazzà. Creato nel 1935 come base di supporto per l'addestramento dei velivoli del 4º Stormo Caccia di stanza a Gorizia, fu inizialmente utilizzato anche per la messa a punto degli aerei terrestri prodotti dai cantieri monfalconesi (in quel periodo CRDA). Abbandonati dopo la seconda guerra mondiale, in parte reimpiegati dall'industria aeronautica Meteor negli anni Cinquanta, i terreni vennero scelti per insediare il nuovo aeroporto regionale, inaugurato con il volo per Roma del 2 dicembre 1961 e da allora in continua crescita. Nel 2018 è stato inaugurato il polo internodale Trieste Airport che comprende oltre che l'aeroporto, anche la nuova stazione ferroviaria nella linea Trieste-Venezia - Udine e che ha soppiantato la stazione di Ronchi Sud poco distante e la stazione autocorriere con numerose destinazioni.
Ai nostri giorni l'immagine ambientale del comune di Ronchi è costituita prevalentemente da edilizia residenziale recente distribuita attorno ai nuclei più antichi delle diverse località, in un'espansione dell'abitato che ormai è quasi continua. Gli immediati dintorni offrono la possibilità di gradevoli escursioni a contatto con le peculiarità naturalistiche del luogo, cui conducono comodi percorsi. Ad est dell'abitato di Selz si trova il suggestivo Parco delle Mucille, esteso attorno a tre laghetti di origine artificiale, risultato degli scavi di una vicina fornace non più esistente. Proseguendo sulla stessa direzione si giunge al Centro Visite della Riserva Regionale dei laghi di Doberdò e Pietrarossa. Diversi sentieri si snodano sul ciglione che chiude a nordest il territorio comunale (composto dal monte Cosich, il Sopraselz e, più a ovest, il Sei Busi) e da qui verso altri luoghi dell'altipiano, dove tra trincee austriache e italiane, monumenti e altre testimonianze della Grande Guerra, si possono apprezzare tutte le singolari caratteristiche morfologiche, faunistiche e floristiche del Carso isontino.

### Nell'impero austro-ungarico
Dopo una breve parentesi francese (1797), a seguito del trattato di Campoformio Ronchi entrò a far parte dell'impero austriaco. Dal 1805 (pace di Presburgo) il territorio venne aggregato al Regno d'Italia napoleonico fino al 1807. Dal 1809 al 1813 fece parte delle Province Illiriche istituite da Napoleone Bonaparte a seguito della pace di Vienna, per tornare all'Austria alla caduta dell'imperatore francese. Nel 1850 Ronchi divenne comune autonomo assorbendo i nuclei abitati di Vermegliano, Selz e Soleschiano con decreto imperiale. A Ronchi fu arrestato il 16 settembre 1882 Guglielmo Oberdan.
Il 7 agosto del 1912 il Comune venne elevato al rango di "borgata" con decreto di Francesco Giuseppe.
Nel maggio del 1915 l'Italia dichiarò guerra all'Austria-Ungheria e gran parte della popolazione di Ronchi e del Carso monfalconese (zone situate sulla linea del fronte e nelle immediate vicinanze) fu evacuata e trasferita nel campo profughi di Wagna in Stiria. La zona fu interessata da violenti combattimenti, specie intorno al Monte Sei Busi e sul ciglione carsico, dove le truppe austroungariche si erano preventivamente asserragliate nelle prime settimane di guerra. Sistematicamente bersagliato dall'artiglieria imperiale, l'abitato di Ronchi fu pressoché distrutto. I ronchesi poterono rientrare un po' alla volta nelle loro case solo dopo la disfatta di Caporetto nell'autunno del 1917.

### Nel Regno d'Italia
In seguito alla vittoria italiana nella prima guerra mondiale e al successivo trattato di Rapallo, Ronchi entrò a far parte del Regno d'Italia con il nome di Ronchi di Monfalcone.
Il comune fece parte della provincia di Trieste dal 1923 al 1947. Nella notte fra l'11 e il 12 settembre 1919 da Ronchi partirono i legionari guidati da Gabriele D'Annunzio per l'impresa fiumana: da questo evento derivò l'attuale nome della località.
Durante il ventennio fascista Ronchi e in generale il Monfalconese, area di forte insediamento operaio, costituirono importanti nuclei di resistenza politica clandestina al fascismo. Una pubblica manifestazione di dissenso al regime avvenne nell'aprile 1927, quando il direttore d'orchestra Rodolfo Kubik al teatro "Italia" rifiutò di iniziare un concerto con un inno fascista e venne malmenato da una squadraccia.
In queste zone la resistenza armata si sviluppò già a partire dal 1942, come supporto alle unità partigiane slovene formatesi in seguito all'invasione italiana della Jugoslavia dell'aprile del 1941. La popolazione di Ronchi partecipò massicciamente alla Resistenza: dei 175 ronchesi caduti nel corso della seconda guerra mondiale, 147 erano partigiani. Dal 10 settembre 1943 alla liberazione Ronchi fece parte del Litorale adriatico, ma già l'8 settembre, all'avvicinarsi delle truppe tedesche, molti operai dei cantieri monfalconesi, ancora in tuta da lavoro ma armati, iniziarono a confluire a Cave di Selz, una frazione di Ronchi, per organizzare la difesa del territorio dall'invasione tedesca. I convenuti decisero di passare all'azione costituendosi in una brigata partigiana che battezzarono Brigata Proletaria. Ad essi si unirono anche alcuni ufficiali e soldati dell'ormai dissolto Regio Esercito italiano.
Da Selz i partigiani raggiunsero Gorizia, dove si scontrarono coi tedeschi nella prima importante battaglia combattuta dalla resistenza italiana in Italia settentrionale. Il 16 settembre 1943, il Fronte di Liberazione del Popolo Sloveno (Osvobodilna Fronta) proclamò l'annessione del Litorale alla Slovenia: all'interno di questo territorio era compresa anche Ronchi dei Legionari, che quindi secondo gli sloveni da quel giorno entrava a far parte della Repubblica Slovena all'interno della nuova Jugoslavia socialista di Tito. L'annessione venne sancita anche dal Consiglio antifascista di liberazione popolare della Jugoslavia (AVNOJ) il 30 novembre 1943, nel corso della sua seconda riunione plenaria tenutasi a Jajce dal 21 al 29 novembre 1943.

### Dal dopoguerra a oggi
Il 1º maggio 1945 le truppe neozelandesi entrarono a Ronchi dove si incontrarono coi partigiani jugoslavi del IX Korpus. Il 12 giugno, in seguito agli accordi tra Tito e Alexander, Ronchi passò sotto l'amministrazione alleata.

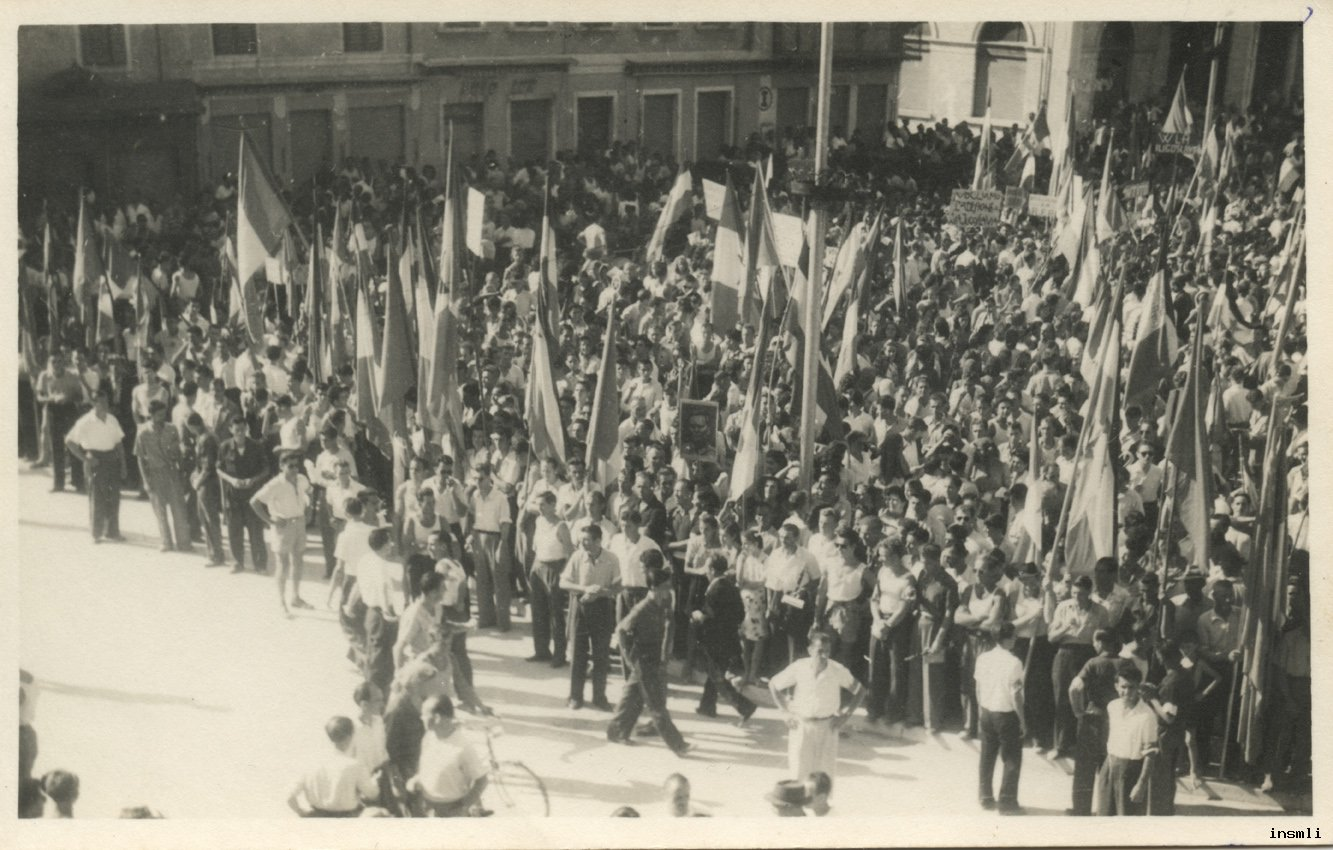
Manifestazione a Monfalcone nell'agosto del 1946

Fra il 9 marzo e il 5 aprile del 1946 una commissione interalleata — insediatasi a Trieste il giorno 7 — visitò la Venezia Giulia per stabilire quale dovesse essere la futura appartenenza statuale delle città e delle province contese tra Italia e Jugoslavia: anche Ronchi dei Legionari faceva parte del territorio reclamato dagli jugoslavi. La visita della commissione fu accolta nella regione da manifestazioni a sostegno dell'italianità a cui si contrapposero manifestazioni a favore della Jugoslavia, con violenti scontri tra le due parti.
Nel settembre 1947, con il trattato di Parigi e la definizione del confine italo-jugoslavo, gran parte del territorio della provincia di Gorizia passò alla Jugoslavia, mentre Ronchi, che fino al 1947 faceva parte della provincia di Trieste, restò in Italia e fu inserita nella provincia di Gorizia.
Ronchi dei Legionari fu una delle località interessate dal cosiddetto esodo dei cantierini monfalconesi. Circa 2 500 operai dei cantieri fra il 1946 e il 1948 scelsero di trasferirsi in Jugoslavia con l'obiettivo di contribuire all'edificazione di una società socialista. La gran parte di essi fuggirà dal paese a seguito della rottura fra Tito e Stalin, che porterà i cantierini a parteggiare in assoluta prevalenza per il secondo e - di conseguenza - a subire la persecuzione del regime jugoslavo.
Da segnalare il dibattito che si è innescato con la proposta del cambio del nome, da Ronchi dei Legionari, a Ronchi dei Partigiani.
Il 6 ottobre del 1972, l'aeroporto di Ronchi dei Legionari, fu teatro del dirottamento condotto da Ivano Boccaccio, che perderà la vita durante la sparatoria all'interno del velivolo. Quell'episodio verrà considerato come il colpo di coda della strage neofascista di Peteano.

### Simboli
Lo stemma del Comune di Ronchi dei Legionari è costituito da uno scudo di rosso, alla catena montuosa di tre cime, d'argento, fondata sulla campagna di verde,  caricata di quattro viti fruttate e pampinose al naturale, nodrite sulla campagna.
Fu ideato, nel 1890, dal pittore triestino Carlo Wostry e mostra le caratteristiche naturali del territorio ronchese. Nel 1912 venne miniato da Franz Junginger, pittore di corte, nel diploma imperiale che concedeva a Ronchi il rango di borgata.
Il gonfalone è un drappo di rosso bordato di bianco.

### Onorificenze
Dall'aprile 1993 Ronchi dei Legionari è tra le città decorate al valor militare per la guerra di Liberazione:
La città è stata insignita del “Diploma d'Onore" nel 1993, della “Bandiera d'Europa” nel 1994 e della “Targa d'Onore” del Consiglio d'Europa nell'agosto 1998 .
Nel 2017 e nel 2018 Ronchi dei Legionari ha beneficiato del titolo di "Città che legge Cepell".
Nel marzo del 2022 a Ronchi dei Legionari è stato concesso il titolo di Città.

## Monumenti e luoghi d'interesse

### Architetture religiose
- Chiesa della Santissima Trinità
- Chiesa di San Tommaso

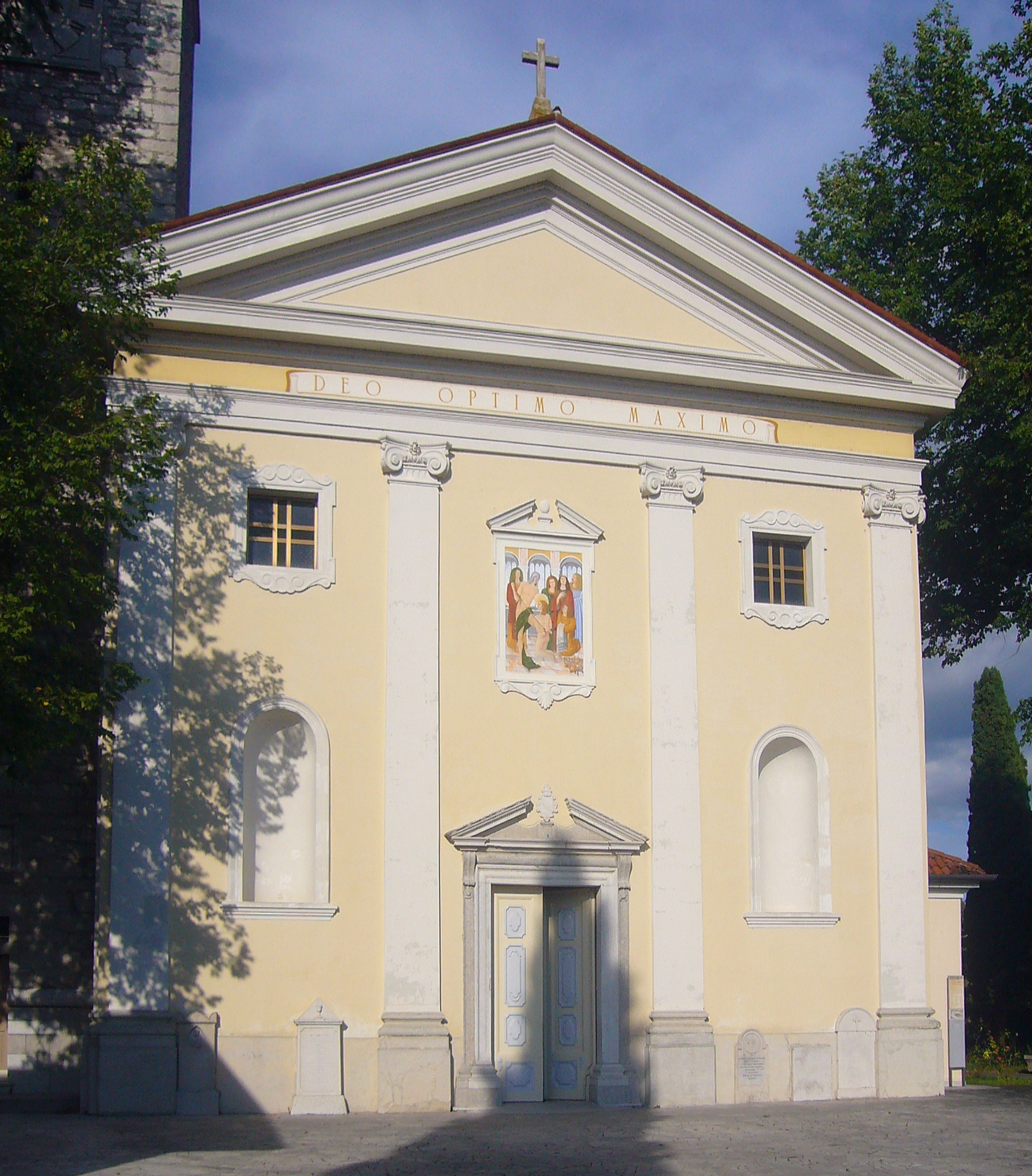
Il duomo

- Chiesa di Santo Stefano Protomartire
- Chiesetta di Santo Stefano Protomartire
- Duomo di Ronchi dei Legionari, dedicato a San Lorenzo Martire

### Architetture civili
- Villa Hinke
- Villa Vicentini Miniussi
- Villa Zilli, Trevisan, Gorizia.

## Società

### Evoluzione demografica
Abitanti censiti

### Etnie e minoranze straniere
Al 1° gennaio 2024 gli stranieri residenti nel comune erano 999, ovvero il 8,4% della popolazione. Di seguito sono riportati i gruppi più consistenti:
1. Romania 240
2. Albania 120
3. Bangladesh 62
4. Macedonia del Nord 56
5. Kosovo 55
6. Croazia 51
7. Bosnia-Erzegovina 48
8. Ucraina 38
9. Marocco 35
10. Pakistan 34

### Lingue e dialetti
Il dialetto locale è detto bisiàco, un idioma veneto con influenze della lingua friulana, della lingua slovena e della lingua tedesca. Nel comune è riconosciuta anche la lingua slovena ed alcuni cartelli di indicazione stradale sono bilingui. Tuttavia, secondo il censimento del 1910 solo l'1% della popolazione era slovena.

## Cultura
Il 11 aprile 2017 Ronchi dei Legionari è stata insignita del titolo di "Città che legge"

### Eventi

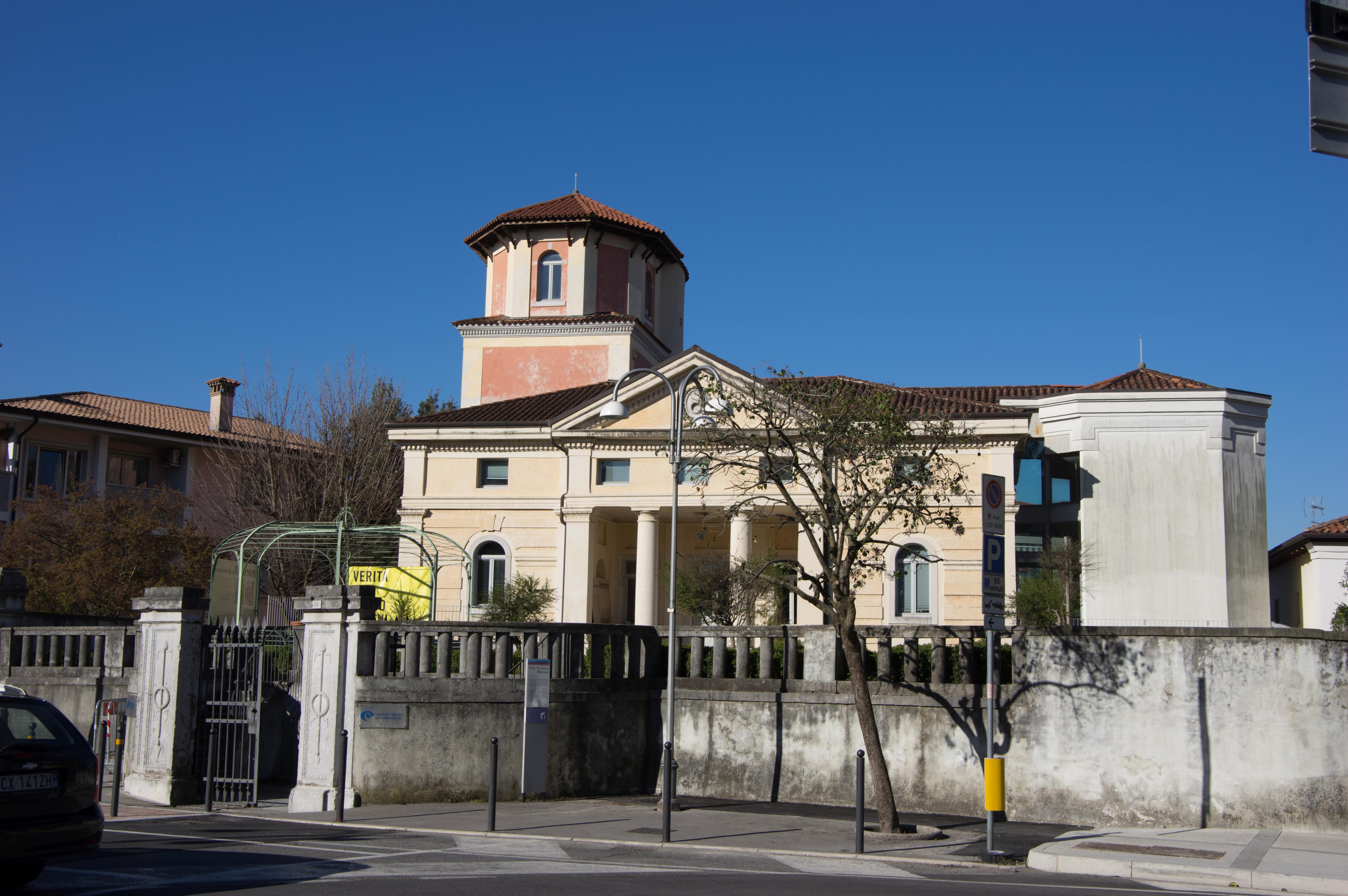
Villa Vicentini Miniussi

- Villa Vicentini MiniussiAd aprile si svolge la manifestazione "Librinfesta. Giornata del libro e della lettura"
- Tradizionale, il giorno precedente all'Epifania, l'accensione dei fuochi epifanici, detti seime.
- L'amministrazione comunale promuove ogni ann la manifestazione "Noi e la storia"
- Durante l'estate si svolgono gli "Incontri d'estate in biblioteca" in piazzetta Francesco Giuseppe, nella piazzetta della biblioteca ed al parco Excelsior
- A giugno si svolge il "Festival del Giornalismo" promosso dall'associazione culturale "Leali delle Notizie".[24]
- Durante il mese di agosto la Pro Loco organizza "Ronchi sotto le stelle"
- Ad agosto si festeggia il patrono San Lorenzo, viene anche consegnato il premio della bontà
- Ad ottobre va in scena la manifestazione "100%Ronchi" curata da Ronchi Live.
- Da ottobre a dicembre la biblioteca comunale propone all'auditorium "Incontri da ascoltare e da sfogliare"
- A novembre l'associazione culturale Leali delle Notizie promuove la rassegna "Punti di Contatto"
- A dicembre si sviluppa la manifestazione "Ronchi Natale".
- Tra novembre e gennaio è attivo il Giardino di Natale e si svolge il torneo di Curling Bisiàc
- Il rione di Vermegliano celebra il 26 dicembre il proprio patrono Santo Stefano con varie manifestazioni, tra le quali la tradizionale "cantada" di mezzogiorno e l'apertura di chioschi in case e cortili di privati residenti.

## Economia
L'importanza economica del comune è data dalla presenza sul suo territorio dell'aeroporto del Friuli-Venezia Giulia con collegamenti giornalieri con alcune città italiane ed europee. Insistono inoltre diverse attività produttive nelle due aree artigianali-industriali poste ad ovest (refrigerazione, scambiatori di calore, edilizia ecc.) e nord-est (aeronautica, elettronica, refrigerazione) dell'aeroporto stesso.

## Infrastrutture e trasporti

### Strade

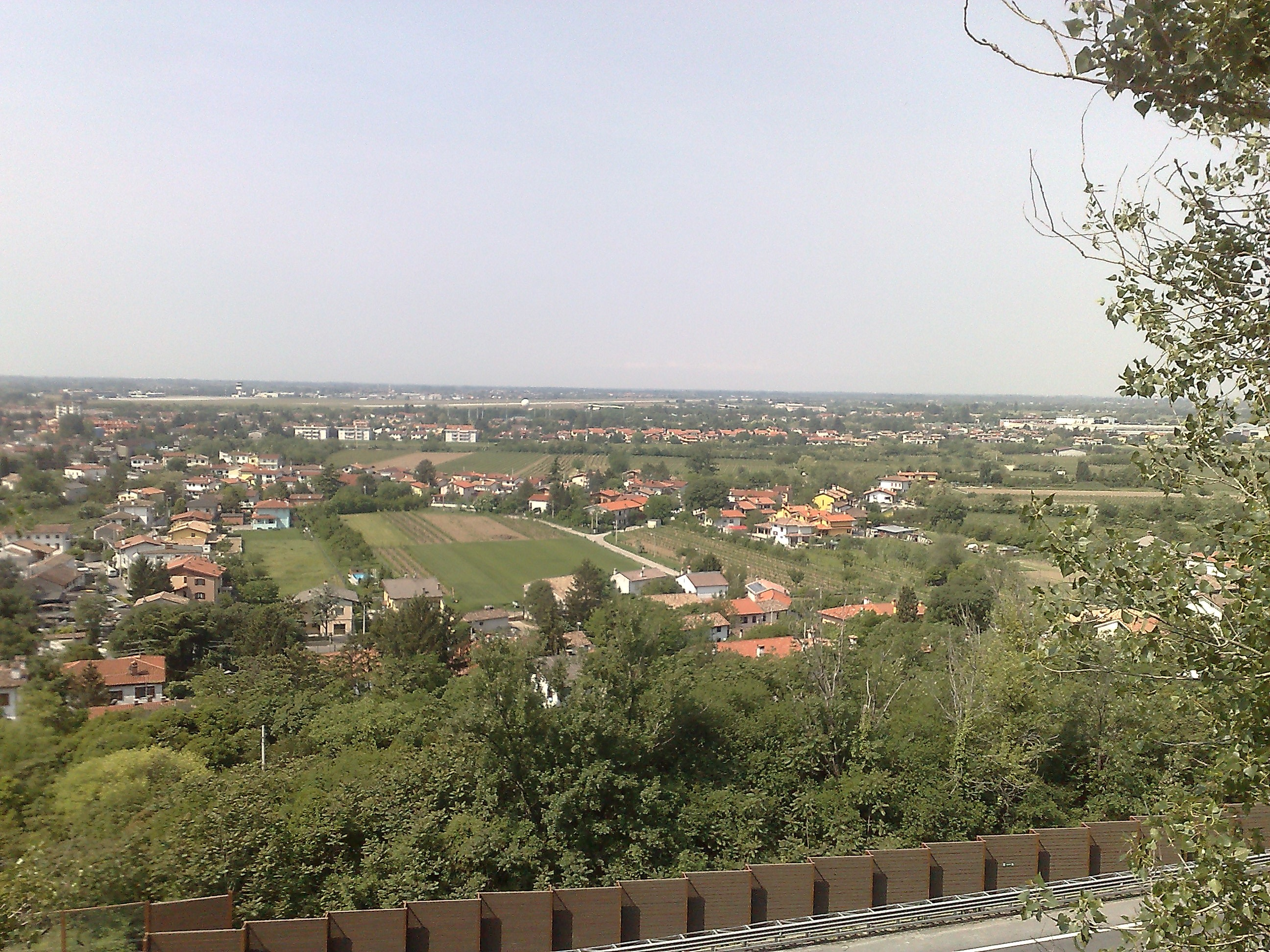
Rione di Vermegliano visto dal Carso sopra l'A4

Il comune è servito dalle strade statali SS 14 e SS 677 e dalla ex SS 305.
Lo svincolo autostradale più vicino è quello di Redipuglia-Monfalcone Ovest, che si trova nel comune di Fogliano Redipuglia ed è ubicato lungo l'autostrada A4 Torino-Trieste.

### Ferrovie
Ronchi è situato all'intersezione della ferrovia Udine-Trieste con la Venezia-Trieste. Nel territorio comunale sono presenti tre stazioni ferroviarie:
- la stazione di Ronchi dei Legionari Nord, posta lungo la ferrovia Udine-Trieste
- la stazione di Trieste Airport che si trova lungo la ferrovia Venezia-Trieste ed è posta a servizio  dell'aeroporto del Friuli-Venezia Giulia
- la stazione di Ronchi dei Legionari Sud, posta lungo la ferrovia Venezia-Trieste. È chiusa al servizio viaggiatori ed è in uso come posto di movimento.

### Aeroporti
Nel comune è situato l'Aeroporto di Trieste-Ronchi dei Legionari.

## Amministrazione

### Sindaci dal 1988
| Periodo         | Periodo         | Primo cittadino   | Partito                     | Carica  | Note |
| --------------- | --------------- | ----------------- | --------------------------- | ------- | ---- |
| 20 aprile 1988  | 6 giugno 1993   | Alessandro Peruch | Lista civica                | Sindaco |      |
| 6 giugno 1993   | 27 aprile 1997  | Enzo Novelli      | Partito Socialista Italiano | Sindaco |      |
| 27 aprile 1997  | 10 giugno 2001  | Enzo Novelli      | Partito Socialista Italiano | Sindaco |      |
| 10 giugno 2001  | 10 aprile 2006  | Livio Furlan      | Democratici di Sinistra     | Sindaco |      |
| 10 aprile 2006  | 16 maggio 2011  | Roberto Fontanot  | La Margherita               | Sindaco |      |
| 16 maggio 2011  | 23 ottobre 2016 | Roberto Fontanot  | La Margherita               | Sindaco |      |
| 23 ottobre 2016 | 12 giugno 2022  | Livio Vecchiet    | Lista civica                | Sindaco |      |
| 13 giugno 2022  | in carica       | Mauro Benvenuto   | Partito Democratico         | Sindaco |      |

### Gemellaggi
- Wagna, dal 1968
- Metlika, dal 1968

In via di approvazione definitiva il gemellaggio con Gödöllő, in Ungheria.
Nel 1968 la giunta guidata dal sindaco Umberto Blasutti, decise il gemellaggio con il Comune di Metlika, all'allora parte della ex - Jugoslavia, a ricordo dei tragici fatti accaduti durante la seconda guerra mondiale.
Uguale gemellaggio con il Comune di Wagna: pochi giorni prima dell'inizio della prima guerra mondiale, il governo austriaco impose ai ronchesi di partire. In centinaia furono caricati sui carri ferroviari e deportati in Stiria, nella zona di Wagna/Leibnitz, nel campo profughi che accolse quasi ventimila persone.

## Sport
La città è rappresentata dalla squadra dei New Black Panthers baseball, militante in serie A. Il baseball, a Ronchi dei Legionari, trova origini nel 1959.
La squadra di calcio è l'ASD Ronchi Calcio, che partecipa al campionato regionale di Promozione (2013/14) ed ha tesserati circa 190 calciatori.